# هسبی
هسبی (به سوئدی: Husby) یک منطقهٔ مسکونی در سوئد است که در بخش هیدمورا واقع شده‌است. هسبی ۰٫۷۰ کیلومتر مربع مساحت و ۲۵۶ نفر جمعیت دارد.